# 連科蘭低地

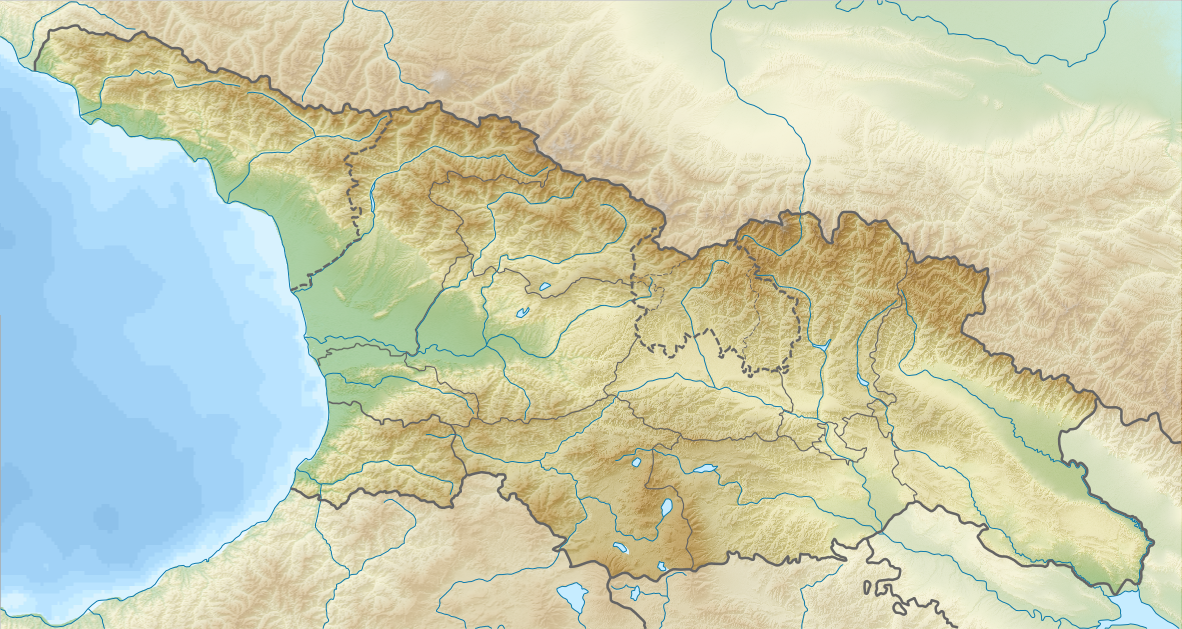
连科兰低地位于格鲁吉亚西部

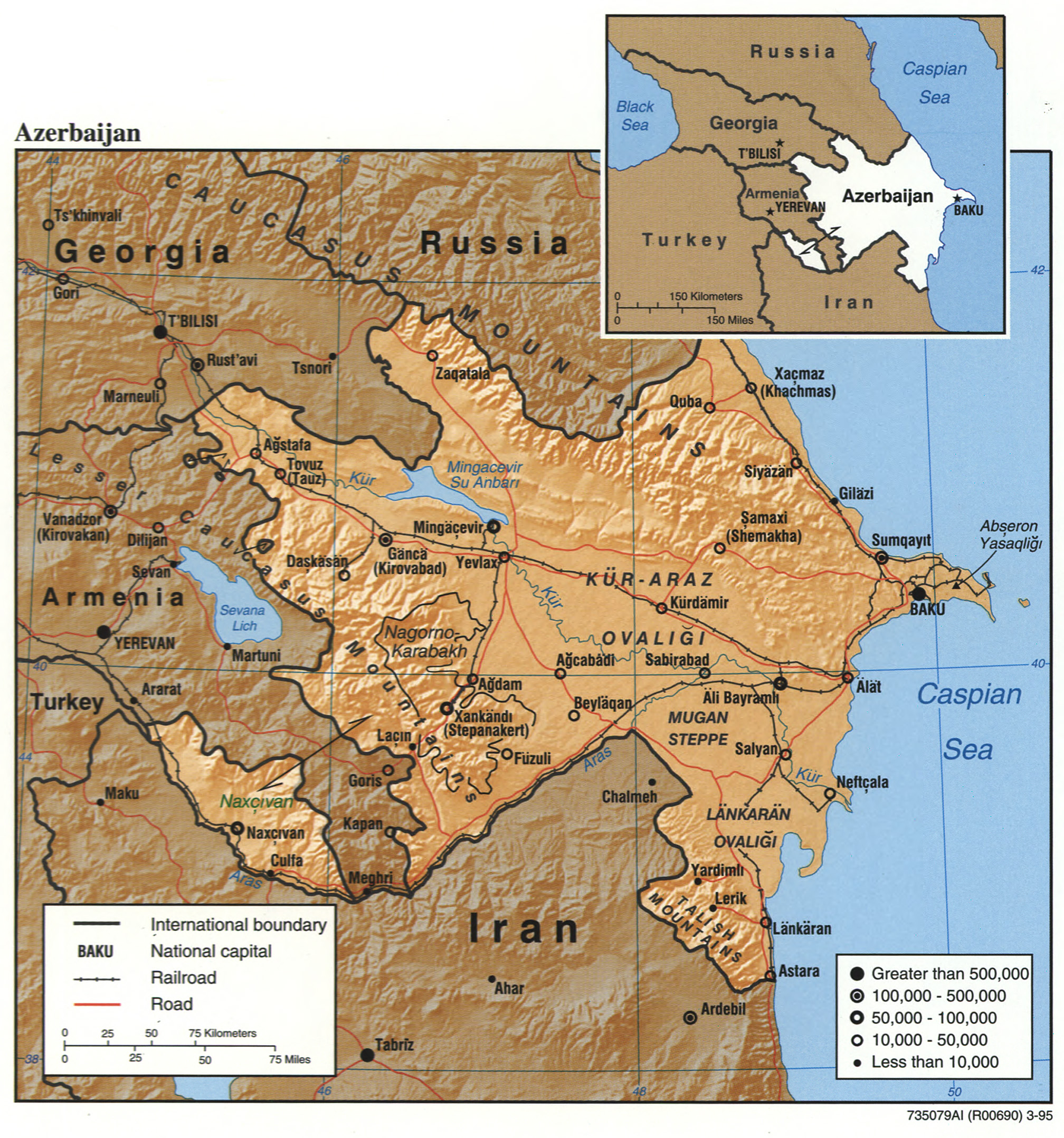

連科蘭低地（K’olkhetis dablobi）是阿塞拜疆南部的低地，位於裡海西岸，是庫拉-阿拉斯低地的南部延伸，南面以塔雷什山脈為界，該地區每年平均降雨量1,600至1,800毫米。